# Siiri Oviir
Siiri Oviir, nata Tavel (Tallinn, 3 novembre 1947), è una politica estone, che ha ricoperto più volte la carica di Ministro degli Affari Sociali dell'Estonia e successivamente quella di eurodeputata dal 2004 al 2014.

## Biografia
Laureata in giurisprudenza all'Università di Tartu, lavorò in ambito legale rivestendo numerose cariche e fu docente universitaria presso l'Università di Tallinn.
Dal 1976 al 1990 fu membro del Partito Comunista dell'Unione Sovietica. Dopo lo scioglimento dell'URSS, fu tra i fondatori del Partito di Centro Estone, che la vide militare nelle proprie file per molti anni. Fu eletta all'interno del consiglio comunale di Tallinn e deputata al Riigikogu.
Fu Ministro degli Affari Sociali in tre esecutivi: dal 1990 al 1992 sotto il governo di Edgar Savisaar, nel 1995 sotto quello di Tiit Vähi e dal 2002 al 2003 sotto quello di Siim Kallas.
Nel 2004 divenne eurodeputata all'interno del Parlamento Europeo, venendo riconfermata anche nelle europee dello stesso anno ed in quelle del 2009.
Nell'aprile del 2012 lasciò il Partito di Centro insieme ad altri sette colleghi, in polemica con i vertici.
Sua figlia Liisa Oviir seguì le sue orme e fu negli anni successivi deputata e ministra con il Partito Socialdemocratico.